# 2. česká hokejová liga 2013/2014
2. česká hokejová liga v sezóně 2013/2014 je 21. ročníkem samostatné třetí nejvyšší české soutěže v ledním hokeji. Z 1. ligy do tohoto ročníku sestoupilo mužstvo IHC Písek, ale to se nakonec do soutěže nepřihlásilo. Tým HC Baník Karviná byl před začátkem soutěže z finančních důvodů vyloučen, nahradil ho klub HC Orlová. Z krajských přeborů do tohoto ročníku druhé ligy naopak postoupil tým HC Stadion Vrchlabí.

## Systém soutěže
Soutěže se účastní 28 celků rozdělených do dvou skupin po sedmnácti a jedenácti mužstvech. Celky se mezi sebou v rámci skupiny utkají ve skupině západ dvoukolově každý s každým - celkem 32 a ve skupině východ čtyřkolově každý s každým - celkem 40 kol. Do play off postoupí ze skupiny východ nejlepší osmička týmů a ze skupiny západ prvních šestnáct týmů. V play off se bude hrát na tři vítězná utkání. Poslední tým skupiny západ a poslední tým skupiny východ budou hrát baráž o udržení ve 2. lize, která se bude hrát jako série na dvě vítězná utkání.

## Západ
- Karlovarský kraj: HC Baník Sokolov
- Středočeský kraj: HC Řisuty, NED Hockey Nymburk, TJ SC Kolín
- Ústecký kraj: HC Děčín, HC Draci Bílina, HC Klášterec nad Ohří
- Praha: HC Kobra Praha
- Jihočeský kraj: HC Milevsko 2010, HC Tábor, KLH Vajgar Jindřichův Hradec
- Liberecký kraj: HC Vlci Jablonec nad Nisou
- Plzeňský kraj: SHC Klatovy
- Vysočina: SKLH Žďár nad Sázavou, HC Lední Medvědi Pelhřimov, HC Moravské Budějovice
- Královéhradecký kraj: HC Stadion Vrchlabí

### Základní část
| Vysvětlivka                   |
| ----------------------------- |
| Postup do osmifinále play off |
| Účastník baráže o 2. ligu     |

| Poř. | Tým                          | Z  | V  | VP | PP | P  | VG  | OG  | B  |
| ---- | ---------------------------- | -- | -- | -- | -- | -- | --- | --- | -- |
| 1.   | HC Baník Sokolov             | 32 | 25 | 2  | 1  | 4  | 120 | 63  | 80 |
| 2.   | HC Tábor                     | 32 | 22 | 3  | 0  | 7  | 162 | 87  | 72 |
| 3.   | SC Kolín                     | 32 | 22 | 2  | 1  | 7  | 141 | 80  | 71 |
| 4.   | SKLH Žďár nad Sázavou        | 32 | 20 | 1  | 3  | 8  | 140 | 93  | 65 |
| 5.   | HC Kobra Praha               | 32 | 17 | 3  | 4  | 8  | 142 | 100 | 61 |
| 6.   | HC Stadion Vrchlabí          | 32 | 17 | 3  | 0  | 12 | 126 | 96  | 57 |
| 7.   | HC Moravské Budějovice 2005  | 32 | 14 | 4  | 1  | 13 | 104 | 109 | 51 |
| 8.   | HC Lední Medvědi Pelhřimov   | 32 | 15 | 0  | 4  | 13 | 124 | 128 | 49 |
| 9.   | HC Vlci Jablonec nad Nisou   | 32 | 15 | 2  | 0  | 15 | 118 | 117 | 49 |
| 10.  | NED Hockey Nymburk           | 32 | 13 | 4  | 3  | 13 | 119 | 111 | 49 |
| 11.  | HC Řisuty                    | 32 | 12 | 2  | 4  | 14 | 111 | 126 | 44 |
| 12.  | HC Klášterec nad Ohří        | 32 | 12 | 1  | 1  | 18 | 101 | 130 | 39 |
| 13.  | HC Děčín                     | 32 | 10 | 1  | 2  | 19 | 106 | 131 | 34 |
| 14.  | KLH Vajgar Jindřichův Hradec | 32 | 8  | 2  | 4  | 18 | 95  | 131 | 32 |
| 15.  | SHC Klatovy                  | 32 | 8  | 1  | 2  | 21 | 101 | 159 | 28 |
| 16.  | HC Draci Bílina              | 32 | 4  | 1  | 5  | 22 | 89  | 159 | 19 |
| 17.  | HC Milevsko 2010             | 32 | 3  | 3  | 1  | 25 | 81  | 160 | 16 |

### Play off

#### Osmifinále
- HC Baník Sokolov - HC Draci Bílina 7:3 (2:0, 1:1, 4:2)
- HC Draci Bílina - HC Baník Sokolov 2:4 (0:1, 1:1, 1:2)
- HC Baník Sokolov - HC Draci Bílina 7:1 (2:1, 4:0, 1:0)
- Konečný stav série 3:0 na zápasy pro HC Baník Sokolov

- HC Tábor - SHC Klatovy 8:3 (3:1, 2:2, 3:0)
- SHC Klatovy - HC Tábor 4:5 (0:3, 2:2, 1:0)
- HC Tábor - SHC Klatovy 6:1 (0:1, 3:0, 3:0)
- Konečný stav série 3:0 na zápasy pro HC Tábor

- SC Kolín - KLH Vajgar Jindřichův Hradec 4:1 (1:0, 3:1, 0:0)
- KLH Vajgar Jindřichův Hradec - SC Kolín 2:3 (0:1, 1:1, 1:1)
- SC Kolín - KLH Vajgar Jindřichův Hradec 5:2 (1:1, 1:1, 3:0)
- Konečný stav série 3:0 na zápasy pro SC Kolín

- SKLH Žďár nad Sázavou - HC Děčín 2:3 (0:1, 0:2, 2:0)
- HC Děčín - SKLH Žďár nad Sázavou 1:3 (0:0, 1:0, 0:3)
- SKLH Žďár nad Sázavou - HC Děčín 6:2 (2:0, 3:2, 1:0)
- HC Děčín - SKLH Žďár nad Sázavou 4:2 (1:0, 2:1, 1:1)
- SKLH Žďár nad Sázavou - HC Děčín 5:1 (3:0, 2:0, 0:1)
- Konečný stav série 3:2 na zápasy pro SKLH Žďár nad Sázavou

- HC Kobra Praha - HC Klášterec nad Ohří 1:3 (0:1, 1:0, 0:2)
- HC Klášterec nad Ohří - HC Kobra Praha 7:2 (0:1, 4:0, 3:1)
- HC Kobra Praha - HC Klášterec nad Ohří 4:3 (PP) (1:1, 1:1, 1:1 - 1:0)
- HC Klášterec nad Ohří - HC Kobra Praha 2:5 (1:1, 0:2, 1:2)
- HC Kobra Praha - HC Klášterec nad Ohří 4:5 (SN) (1:0, 2:3, 1:1 - 0:0)
- Konečný stav série 2:3 na zápasy pro HC Klášterec nad Ohří

- HC Lední Medvědi Pelhřimov - HC Vlci Jablonec nad Nisou 6:5 (SN) (0:1, 4:2, 1:2 - 0:0)
- HC Vlci Jablonec nad Nisou - HC Lední Medvědi Pelhřimov 6:4 (1:1, 3:2, 2:1)
- HC Lední Medvědi Pelhřimov - HC Vlci Jablonec nad Nisou 5:3 (1:0, 3:2, 1:1)
- HC Vlci Jablonec nad Nisou - HC Lední Medvědi Pelhřimov 5:1 (0:0, 2:0, 3:1)
- HC Lední Medvědi Pelhřimov - HC Vlci Jablonec nad Nisou 5:3 (1:1, 1:1, 3:1)
- Konečný stav série 3:2 na zápasy pro HC Lední Medvědi Pelhřimov

- HC Stadion Vrchlabí - HC Řisuty 5:2 (0:0, 2:0, 3:2)
- HC Řisuty - HC Stadion Vrchlabí 6:5 (3:0, 3:2, 0:3)
- HC Stadion Vrchlabí - HC Řisuty 5:2 (2:1, 2:1, 1:0)
- HC Řisuty - HC Stadion Vrchlabí 2:3 (0:0, 0:2, 1:2)
- Konečný stav série 3:1 na zápasy pro HC Stadion Vrchlabí

- HC Moravské Budějovice 2005 - NED Hockey Nymburk 4:3 (0:1, 2:1, 2:1)
- NED Hockey Nymburk - HC Moravské Budějovice 2005 2:4 (0:0, 2:1, 0:3)
- HC Moravské Budějovice 2005 - NED Hockey Nymburk 1:4 (1:0, 0:2, 0:2)
- NED Hockey Nymburk - HC Moravské Budějovice 2005 4:3 (PP) (0:3, 3:0, 0:0 - 1:0)
- HC Moravské Budějovice 2005 - NED Hockey Nymburk 3:2 (0:0, 1:1, 2:1)
- Konečný stav série 3:2 na zápasy pro HC Moravské Budějovice 2005

#### Čtvrtfinále
- HC Baník Sokolov - HC Klášterec nad Ohří 2:0 (1:0, 1:0, 0:0)
- HC Klášterec nad Ohří - HC Baník Sokolov 1:7 (0:2, 0:4, 1:1)
- HC Baník Sokolov - HC Klášterec nad Ohří 4:2 (1:0, 1:2, 2:0)
- Konečný stav série 3:0 na zápasy pro HC Baník Sokolov

- HC Tábor - HC Lední Medvědi Pelhřimov 3:2 (0:1, 1:1, 2:0)
- HC Lední Medvědi Pelhřimov - HC Tábor 1:4 (0:0, 1:2, 0:2)
- HC Tábor - HC Lední Medvědi Pelhřimov 9:3 (4:2, 2:1, 3:0)
- Konečný stav série 3:0 na zápasy pro HC Tábor

- SC Kolín - HC Moravské Budějovice 2005 3:0 (0:0, 1:0, 2:0)
- HC Moravské Budějovice 2005 - SC Kolín 2:3 (2:1, 0:2, 0:0)
- SC Kolín - HC Moravské Budějovice 2005 4:5 (SN) (1:2, 1:2, 2:0 - 0:0)
- HC Moravské Budějovice 2005 - SC Kolín 3:4 (0:1, 1:0, 2:2 - 0:0)
- Konečný stav série 3:1 na zápasy pro SC Kolín

- SKLH Žďár nad Sázavou - HC Stadion Vrchlabí 7:2 (2:1, 3:1, 2:0)
- HC Stadion Vrchlabí - SKLH Žďár nad Sázavou 4:5 (SN) (0:1, 3:1, 1:2)
- SKLH Žďár nad Sázavou - HC Stadion Vrchlabí 4:1 (2:1, 1:0, 1:0)
- Konečný stav série 3:0 na zápasy pro SKLH Žďár nad Sázavou

#### Semifinále
- HC Baník Sokolov - SKLH Žďár nad Sázavou 3:0 (0:0, 2:0, 1:0)
- SKLH Žďár nad Sázavou - HC Baník Sokolov 2:4 (1:1, 1:2, 0:1)
- HC Baník Sokolov - SKLH Žďár nad Sázavou 4:1 (2:0, 1:1, 1:0)
- Konečný stav série 3:0 na zápasy pro HC Baník Sokolov, který tak postoupil do baráže o 1. ligu.

- HC Tábor - SC Kolín 2:3 (1:1, 1:1, 0:1)
- SC Kolín - HC Tábor 3:2 (1:1, 2:1, 0:0)
- HC Tábor - SC Kolín 3:0 (3:0, 0:0, 0:0)
- SC Kolín - HC Tábor 4:3 (PP) (1:1, 0:1, 2:1 - 1:0)
- Konečný stav série 1:3 na zápasy pro SC Kolín, který tak postoupil do baráže o 1. ligu.

## Východ
- Moravskoslezský kraj: HC Frýdek-Místek, HK Nový Jičín, HC Orlová, HC RT Torax Poruba, HC Slezan Opava
- Zlínský kraj: HC Bobři Valašské Meziříčí, VHK Vsetín
- Olomoucký kraj: HC Zubr Přerov, HK Jestřábi Prostějov
- Jihomoravský kraj: HC Břeclav, SHK Hodonín, VSK Technika Brno

### Základní část
| Vysvětlivka                    |
| ------------------------------ |
| Postup do čtvrtfinále play off |
| Tým vyřazen                    |
| Účastník baráže o 2. ligu      |

| Poř. | Tým                        | Z  | V  | VP | PP | P  | VG  | OG  | B   |
| ---- | -------------------------- | -- | -- | -- | -- | -- | --- | --- | --- |
| 1.   | LHK Jestřábi Prostějov     | 44 | 29 | 4  | 5  | 6  | 208 | 113 | 100 |
| 2.   | HC RT Torax Poruba         | 44 | 27 | 5  | 2  | 10 | 174 | 100 | 93  |
| 3.   | HC Zubr Přerov             | 44 | 22 | 2  | 6  | 14 | 148 | 125 | 76  |
| 4.   | HC Slezan Opava            | 44 | 21 | 4  | 4  | 15 | 144 | 118 | 75  |
| 5.   | VHK Vsetín                 | 44 | 22 | 2  | 4  | 16 | 139 | 125 | 74  |
| 6.   | HC Technika Brno           | 44 | 21 | 5  | 1  | 17 | 148 | 127 | 74  |
| 7.   | SHK Hodonín                | 44 | 21 | 3  | 6  | 16 | 159 | 137 | 73  |
| 8.   | HC Frýdek-Místek           | 44 | 17 | 3  | 4  | 20 | 146 | 173 | 61  |
| 9.   | HK Nový Jičín              | 44 | 11 | 7  | 3  | 23 | 120 | 161 | 50  |
| 10.  | HC Orlová                  | 44 | 10 | 6  | 2  | 26 | 110 | 170 | 44  |
| 11.  | HC Lvi Břeclav             | 44 | 9  | 2  | 8  | 25 | 113 | 167 | 39  |
| 12.  | HC Bobři Valašské Meziříčí | 44 | 7  | 4  | 4  | 29 | 92  | 185 | 33  |

### Play off

#### Čtvrtfinále
- LHK Jestřábi Prostějov - HC Frýdek-Místek 8:1 (4:0, 2:1, 2:0)
- HC Frýdek-Místek - LHK Jestřábi Prostějov 7:6 (PP) (1:0, 1:3, 4:2 - 1:0)
- LHK Jestřábi Prostějov - HC Frýdek-Místek 2:3 (0:1, 1:0, 1:2)
- HC Frýdek-Místek - LHK Jestřábi Prostějov 3:8 (2:2, 1:0, 0:6)
- LHK Jestřábi Prostějov - HC Frýdek-Místek 4:1 (2:0, 0:1, 2:0)
- Konečný stav série 3:2 na zápasy pro LHK Jestřábi Prostějov

- HC RT Torax Poruba - SHK Hodonín 2:1 (0:0, 2:0, 0:1)
- SHK Hodonín - HC RT Torax Poruba 4:1 (1:1, 1:0, 2:0)
- HC RT Torax Poruba - SHK Hodonín 5:2 (2:1, 1:0, 2:1)
- SHK Hodonín - HC RT Torax Poruba 4:5 (3:3, 1:1, 0:1)
- Konečný stav série 3:1 na zápasy pro HC RT Torax Poruba

- HC Zubr Přerov - HC Technika Brno 4:1 (1:0, 2:0, 1:1)
- HC Technika Brno - HC Zubr Přerov 0:4 (0:2, 0:2, 0:0)
- HC Zubr Přerov - HC Technika Brno 3:4 (SN) (1:1, 0:2, 2:0)
- HC Technika Brno - HC Zubr Přerov 4:8 (3:3, 0:2, 1:3)
- Konečný stav série 3:1 na zápasy pro HC Zubr Přerov

- HC Slezan Opava - VHK Vsetín 4:3 (SN) (1:3, 1:0, 1:0 - 0:0)
- VHK Vsetín - HC Slezan Opava 4:5 (PP) (3:2, 1:1, 0:1 - 0:1)
- HC Slezan Opava - VHK Vsetín 2:4 (1:2, 0:1, 1:1)
- VHK Vsetín - HC Slezan Opava 2:1 (SN) (1:0, 0:0, 0:1 - 0:0)
- HC Slezan Opava - VHK Vsetín 1:2 (0:0, 1:2, 0:0)
- Konečný stav série 2:3 na zápasy pro VHK Vsetín

#### Semifinále
- LHK Jestřábi Prostějov - VHK Vsetín 5:1 (2:1, 1:0, 2:0)
- VHK Vsetín - LHK Jestřábi Prostějov 4:5 (3:2, 0:2, 1:1)
- LHK Jestřábi Prostějov - VHK Vsetín 7:4 (2:0, 2:2, 3:2)
- Konečný stav série 3:0 na zápasy pro LHK Jestřábi Prostějov

- HC RT Torax Poruba - HC Zubr Přerov 2:1 (0:1, 1:0, 1:0)
- HC Zubr Přerov - HC RT Torax Poruba 5:2 (2:1, 0:1, 3:0)
- HC RT Torax Poruba - HC Zubr Přerov 3:0 (0:0, 2:0, 1:0)
- HC Zubr Přerov - HC RT Torax Poruba 6:3 (2:1, 3:1, 1:1)
- HC RT Torax Poruba - HC Zubr Přerov 2:3 (SN) (0:0, 2:1, 0:1 - 0:0)
- Konečný stav série 2:3 na zápasy pro HC Zubr Přerov

#### Finále
- LHK Jestřábi Prostějov - HC Zubr Přerov 3:0 (1:0, 1:0, 1:0)
- HC Zubr Přerov - LHK Jestřábi Prostějov 4:3 (SN) (1:1, 1:1, 1:1 - 0:0)
- LHK Jestřábi Prostějov - HC Zubr Přerov 5:3 (2:2, 2:0, 1:1)
- HC Zubr Přerov - LHK Jestřábi Prostějov 2:3 (1:1, 1:1, 0:1)
- Konečný stav série 3:1 na zápasy pro LHK Jestřábi Prostějov, který tak postoupil do baráže o 1. ligu.

## Kvalifikace o postup do baráže o 2. ligu
- Přeborníci Karlovarského a Pardubického krajského přeboru se vzdali účasti. Na Vysočině, v Ústeckém a Olomouckém kraji se nejvyšší krajské soutěže neorganizovaly.

V každé ze skupin se utkal dvoukolově každý s každým (doma a venku). Kvalifikace se hrála dle norem pro 2. ligu.

### Skupina A
| Poř. | Tým                                                            | Z | V | VP | PP | P | VG | OG | B |
| ---- | -------------------------------------------------------------- | - | - | -- | -- | - | -- | -- | - |
| 1.   | HC BAK Trutnov (přeborník Královéhradeckého krajského přeboru) | 2 | 1 | 0  | 1  | 0 | 6  | 4  | 4 |
| 2.   | HC Hvězda Praha (přeborník Pražského přeboru)                  | 2 | 0 | 0  | 1  | 1 | 4  | 6  | 1 |
| -    | HC Rebel město Nejdek (přeborník Plzeňského krajského přeboru) | - | - | -  | -  | - | -  | -  | - |

- HC Rebel město Nejdek se nakonec kvalifikace neúčastnil

- 7. března:
  - HC Hvězda Praha - HC BAK Trutnov 1:3
- 9. března:
  - HC BAK Trutnov - HC Hvězda Praha 3:3

### Skupina B
| Poř. | Tým                                                                        | Z | V | VP | PP | P | VG | OG | B |
| ---- | -------------------------------------------------------------------------- | - | - | -- | -- | - | -- | -- | - |
| 1.   | HC David Servis České Budějovice (přeborník Jihočeského krajského přeboru) | 4 | 3 | 0  | 0  | 1 | 26 | 14 | 9 |
| 2.   | HC Lomnice nad Popelkou (přeborník Libereckého krajského přeboru)          | 3 | 1 | 0  | 0  | 2 | 10 | 15 | 3 |
| 3.   | TJ HC Rakovník (přeborník Středočeského krajského přeboru)                 | 3 | 1 | 0  | 0  | 2 | 12 | 19 | 3 |

- 7. března:
  - HC David Servis České Budějovice - TJ HC Rakovník 8:2
- 9. března:
  - HC Lomnice nad Popelkou - HC David Servis České Budějovice 6:4
- 12. března:
  - TJ HC Rakovník - HC Lomnice nad Popelkou 5:3
- 14. března:
  - TJ HC Rakovník - HC David Servis České Budějovice 5:8
- 16. března:
  - HC David Servis České Budějovice - HC Lomnice nad Popelkou 6:1
- 19. března:
  - HC Lomnice nad Popelkou - TJ HC Rakovník nehráno

### O postup
- 19. března:
  - HC BAK Trutnov - HC David Servis České Budějovice 3:1
- 22. března:
  - HC David Servis České Budějovice - HC BAK Trutnov 1:5

### Skupina C
| Poř. | Tým                                                        | Z | V | VP | PP | P | VG | OG | B |
| ---- | ---------------------------------------------------------- | - | - | -- | -- | - | -- | -- | - |
| 1.   | HC Uničov (přeborník Jihomoravského krajského přeboru)     | 4 | 3 | 0  | 0  | 1 | 18 | 15 | 9 |
| 2.   | SK Karviná (přeborník Moravskoslezského krajského přeboru) | 4 | 2 | 0  | 0  | 2 | 24 | 20 | 6 |
| 3.   | HK Kroměříž (přeborník Zlínského krajského přeboru)        | 4 | 1 | 0  | 0  | 3 | 18 | 25 | 3 |

- 7. března:
  - HK Kroměříž - HC Uničov 1:5
- 9. března:
  - SK Karviná - HK Kroměříž 5:9
- 12. března:
  - HC Uničov - SK Karviná 7:5
- 14. března:
  - HC Uničov - HK Kroměříž 6:4
- 16. března:
  - HK Kroměříž - SK Karviná 4:9
- 19. března:
  - SK Karviná - HC Uničov 5:0 k

## Baráž o 2. ligu
- Hráno jako série na dvě vítězná utkání.

### Západ
- 24. března:
  - HC Milevsko 2010 - HC BAK Trutnov 1:4 (0:1, 1:0, 0:3)
- 27. března:
  - HC BAK Trutnov - HC Milevsko 2010 9:2 (1:0, 8:0, 0:2)

Tým HC BAK Trutnov postoupil do druhé ligy, když zvítězil 2:0 na zápasy.

### Východ
- 22. března:
  - HC Bobři Valašské Meziříčí - HC Uničov 5:4 (PP) (1:0, 1:2, 2:2 - 1:0)
- 26. března:
  - HC Uničov - HC Bobři Valašské Meziříčí 3:4 (0:2, 1:0, 2:2)

Tým HC Bobři Valašské Meziříčí si uhájil druholigovou příslušnost, když zvítězil 2:0 na zápasy.